# Hrádok
Hrádok je naseljeno mjesto u okrugu Nové Mesto nad Váhom u  Trenčínskom kraju u Slovačkoj.

## Stanovništvo
| Godina:     | 1993. | 2003.   | 2013.    | 2023.    |
| ----------- | ----- | ------- | -------- | -------- |
| Broj ljudi: | 646   | 602     | 690      | 770      |
| Razlika:    |       | -6,81 % | +14,61 % | +11,59 % |

| Godina:     | 2022. | 2023.   |
| ----------- | ----- | ------- |
| Broj ljudi: | 766   | 770     |
| Razlika:    |       | +0,52 % |

Prema podacima o broju stanovnika iz 2023. godine naselje je imalo 770 stanovnika.

## Vanjske poveznice
|  | Zajednički poslužitelj ima još gradiva o temi Hrádok |

- Službena stranica naselja (sl.)